# Oxyopes pulchellus
Oxyopes pulchellus là một loài nhện trong họ Oxyopidae.
Loài này thuộc chi Oxyopes. Oxyopes pulchellus được Hippolyte Lucas miêu tả năm 1858.